# Catedral Nossa Senhora do Patrocínio
A Catedral Nossa Senhora do Patrocínio é a sé episcopal da Diocese de Jaú. É o templo da Paróquia Matriz de Nossa Senhora do Patrocínio, criada em 15 de agosto de 1853.

## História
Para o exercício de atos civis e religiosos, as famílias de Jahu eram obrigadas a ir até a Capela de Brotas numa distância de aproximadamente 50 quilômetros. Assim, cogitou-se construir uma capela e um cemitério ao menos. Com esse propósito se reuniram moradores da região na casa de Lúcio de Arruda Leme, em 1853. Depois de nova reunião, ficou certo que a Capela fosse construída à margem esquerda do rio Jaú e também a esquerda do córrego da Figueira e ainda que a área do povoado teria 40 alqueires. Então, em partes iguais, Francisco Gomes Botão e o tenente Manoel Joaquim Lopes doaram as terras.
No dia 29 de março de 1852 o vigário de Brotas, Paulo Francisco de Paula Camargo, informava ao Presidente da Província, José Tomás Nabuco de Araújo Filho, sobre a construção de uma pequena capela no local denominado Jahu à margem direita do rio Tietê. No dia 15 de agosto de 1853, dia de Nossa Senhora do Patrocínio, o agora padre Francisco de Paula Camargo celebrou a missa com a participação da comunidade local e posteriormente benzeu o cemitério. A imagem da Nossa Senhora do Patrocínio vei trazida de Itu.
Em 3 de maio de 1856, a capela do povoado foi declarada curada. Em 1868, foi iniciada a construção de um novo templo, em tijolos, obra que devido às dificuldades de financiamento, foi concluída em 1888.
O atual templo teve sua pedra fundamental lançada em 24 de novembro de 1895, sendo inaugurado em 9 de junho de 1901, mesmo não estando completamente concluído. A conclusão dessa construção se deu em 15 de outubro de 1905.
Com a ereção da Diocese de Jaú, a Igreja Matriz foi elevada a Catedral diocesana.

## Arquitetura

### Exterior
A igreja possui um estilo arquitetônico neogótico, com a grande janela sobre a entrada principal bem como as janelas laterais, de 6 metros de diâmetro, aos oitões da cruz estão assentadas com essa pedra e dão um aspecto grandioso ao edifício.

### Interior
Foi construído de modo que todos os fiéis podem ver o altar-mor; a nave central e a cruz ficaram com uma largura de 12 metros, enquanto que as naves laterais ficaram com 3 metros cada uma, servindo de corredores e para a colocação de confessionários. Sobre estas naves laterais existe a galeria que se liga com a galeria do órgão, a qual fica sobre a entrada principal. O teto é abobadado com tijolos ficando com uma altura livre, interna, de 18 metros. O pé-direito, da rua à cornija mor tem 19 metros e até a cumeeira 26 metros, sendo a altura total da torre de 60 metros.